# Vjetrenjača
Vjetrenjača je vjetrena turbina tradicionalne konstrukcije, u kojoj se kinetička energija vjetra pretvara u mehanički rad za pogon crpki (pumpa), mlinova ili električnih generatora. Prve vjetrenjače s vodoravnom osovinom za pogon mlinova upotrebljavale su se u starom Egiptu, Mezopotamiji, Perziji i Kini. U 19. stoljeću u Europi ih je bilo oko 100 000, a u SAD-u se razvio tip s više lopatica za crpljenje vode iz bunara. Nerijetko se naziv vjetrenjača poistovjećuje s građevinom kakva se od davnine gradi u zemljama južne i sjeverozapadne Europe, a u kojoj se osim vjetrene turbine nalazi i postrojenje na primjer mlina, mlinarov stan i druge prostorije. Vjetrenjačom se katkad naziva i vjetroelektrana (tj. vjetroagregat)

## Povijest
Poznato je kako je Heron iz Aleksandrije prvi koristio energiju vjetra za pokretanje svojih strojeva.
Vjetrenjača je prvi puta spomenuta godine 644. kad je uhićen „perzijski graditelj vjetrenjača” Abu Lu'lu'a zato što je ubio kalifa Umara ibn al-Khattaba. Nešto više od dvije stotine godina kasnije opisane su znamenite vjetrenjače u Sistanu (na granici između Irana i Afganistana) konstruirane po uzoru na vodoravne mlinske kotače iz Male Azije, poznate još iz 1. stoljeća pr. Kr. Krila vjetrenjača, postavljena na okomite osovine, okretala su se vodoravno.
Slično su konstruirane prema mlinskim kolima zapadnjačke okomite vjetrenjače, što ih je između godine 22. i 11. godine pr. Kr. opisao Rimljanin Vitruvije. Taj se tip vjetrenjače pojavio u Francuskoj otprilike godine 1180., a u Engleskoj godine 1191. Budući da su četverokutna krila ove vjetrenjače morala biti čitavo vrijeme okrenuta prema vjetru, drveni je trup vjetrenjače, u kojem se nalazilo mlinsko kamenje i ostala oprema bio uzdignut na prikladno poduprtom okomitom postolju koje se moglo okrenuti prema vjetru pomoću dugačke poluge ili "repa" na stražnjoj strani vjetrenjače. Najranija slika jedne od takvih vjetrenjača nalazi se u takozvanom „vjetrenjačinom psaltiru” koji je vjerojatno otprilike 1270. godine naslikan u Canterburyju.
Nedugo zatim izumljena je nova inačica te zapadnjačke vjetrenjače u Francuskoj, konstruirana otprilike godine 1300. Ta se vjetrenjača u obliku tornja sastojala od čvrsto sazidanog tornja, u kojem se nalazilo mlinsko kamenje i ostala oprema. Prema vjetru se okretao samo krov ili "kapa" koji je nosio krila. Kadšto bi se krov prema vjetru okretao pomoću "repa', a kadšto pomoću poluge u unutrašnjosti kape. Sačuvano je nekoliko srednjovjekovnih ilustracija toga tipa. Jedna je od njih prikazana na staklenom prozoru crkve Stoke-by-Clare u Suffolku, a potječe iz godine 1470.
Vjetrenjače su bile dobrodošli tehnički uređaji u svim europskim općinama koje nisu imale tekuće vode, pa nisu mogle tijekom čitave godine koristiti pogon mlinskih kotača. Vjetrenjače su ih mogle osloboditi ručnih žrvnjeva i mlinova što su ih pogonili volovi, pogotovu ako se negdje u susjedstvu nalazio mlin na vodeni pogon. Međutim, troškovi takvih vjetrenjača su bih visoki pa su se dva mlina rijetko mogla istodobno ekonomično koristiti.
Osmerokutna vjetrenjača, poznata i kao „Nizozemska vjetrenjača”, je kasniji razvoj vjetrenjača tornjeva gdje je zidani toranj zamijenjen drvenim okvirom, maskom. Većina osmerokutnih vjetrenjača ima drveni oktogon koji je obično prekriven trskom, ali također može biti prekriven šindrom ili bakrenim pločama. Lakša konstrukcija ga je činila praktičnijom vjetrenjačom za drenažu, koje su često bile izgrađene u područjima s nestabilnim tlom.
Dolaskom industrijske revolucije, važnost vjetra i vode kao primarnih industrijskih izvora energije smanjila su se, a na kraju su zamijenjena parom (parni mlin) i motorima s unutarnjim izgaranjem, iako su se vjetrenjače nastavile graditi do kasnog devetnaestog stoljeća.
Prvi vjetroagregat s namjenom proizvodnje električne energije izgradio je Charles F. Brush u američkom gradu Clevelandu u Ohiju 1888. god. No, do preporoda vjetrenjača dolazi tek tijekom 1970-ih i 1980-ih kada su vjetroagregati su prešli s kućne i agrikulturalne upotrebe na masovniju upotrebu u vjetroelektranama s jedinicama snage od 50 do 600 kW.
Moderne vjetrenjače se dijele na one s vodoravnom i one s okomitom rotorom.

## Tradicionalne vjetrenjače danas
Sve do kraja 19. stoljeća vjetrenjače se i dalje koriste za mljevenje pšenice i pumpanje vode, a najviše ih je bilo u Europi (Danska i Nizozemska), te u Perziji i Afganistanu. Danas su očuvane povijesne vjetrenjače, u nekim slučajevima kao statički eksponati jer je njihov starinski mehanizam previše krhak za pokretanje, a u rjeđim slučajevima kao potpuno radeći mlinovi.
Obrt mlinara koji rabi vjetrenjače podrazumijeva znanja i vještine potrebne za rukovanje mlinom i njegova održavanja. Kako oni više ne zarađuju život ovim poslom, danas mlinari imaju ključnu ulogu u prenošenju kulturne povijesti ove djelatnosti. Osobito u nizozemskom društvu, gdje imaju ikoničku vrijednost, pridonoseći osjećaju identiteta i kontinuiteta. Tradicionalno, mlinarski obrt se prenosio od majstora do šegrta, ali od osnutka „Ceha mlinara dobrovoljaca” 1972. godine gotovo 2000 volontera dobilo je kvalifikaciju mlinara; bilo tko zainteresiran za obrt može podnijeti zahtjev za obuku. Ovaj ceh u Nizozemskoj danas ima oko 105 instruktora na terenu, 11 majstora mlinara i oko 40 profesionalnih mlinara, koji zajedno s dobrovoljcima održavaju mlinarski obrt živim. Oni poduzimaju različite zaštitne aktivnosti, uključujući obuku, podršku i izgradnju infrastrukture, obrazovne aktivnosti u školama i vježbeničke vježbe. Zbog toga je nizozemsko umijeće upravljanja vjetrenjačama i mlinovima upisano na UNESCO-ov popis nematerijalne svjetske baštine u Europi 2017. god.

## Poveznice
- Vjetroagregat
- Vjetroelektrana
- Vjetrenjača s rotirajućim jedrima